# Vojno stanje
Vojno stanje pomeni uvedbo neposrednega vojaškega nadzora nad običajnimi civilnimi funkcijami ali vladno ukinitev civilnega prava, zlasti v odziv pri začasno nujnih primerih, ko so civilne sile preobremenjene, ali na zasedenem ozemlju. 
Vojno stanje lahko vlade uporabijo za utrjevanje svoje oblasti nad državljani. To se lahko zgodi po državnem udaru (Tajska v letih 2006 in 2014 ter Egipt leta 2013), kadar jim grozi ljudski protest (Kitajska, protesti na trgu Tiananmen leta 1989), za zatiranje politične opozicije (vojno stanje na Poljskem leta 1981) ali za stabilizacijo vstaj ali zaznanih vstaj (Kanada, oktobrska kriza leta 1970). Vojno stanje se lahko razglasi ob večjih naravnih nesrečah, vendar večina držav takrat uporabi drugačen pravni konstrukt, na primer izredno stanje.
Vojno stanje je bilo uvedeno tudi med konflikti in ob zasedbah, ko civilna oblast ni bila mogoča zaradi nestabilnosti prebivalstva. Primeri te oblike vojaške vladavine vključujejo obnovo po drugi svetovni vojni v Nemčiji in na Japonskem, obnovo in rekonstrukcijo nekdanje Konfederacije ameriških držav v času obdobja prenove po ameriški državljanski vojni in nemško okupacijo severne Francije med letoma 1871 in 1873, potem ko so s frankfurtsko pogodbo končali francosko-prusko vojno.
Uvedba vojnega stanja običajno vključuje policijsko uro; ukinitev civilnega prava, državljanskih pravic in načela habeas corpus; ter razširitev vojaškega prava ali vojaškega pravosodja na civiliste. Civiliste, ki kljubujejo vojaškemu stanju, se lahko privede pred vojaško sodišče.
V Sloveniji možnost razglasitve vojnega stanja opredeljuje 92. člen Ustave, razveljavitev ali omejitev ustavnih pravic v tem okviru pa 16. člen Ustave.